# Balcanodiscus difficilis
Balcanodiscus difficilis is een slakkensoort uit de familie van de Zonitidae. De wetenschappelijke naam van de soort is voor het eerst geldig gepubliceerd in 1988 door Riedel.